# Wesmaelius saudiarabicus
Wesmaelius saudiarabicus là một loài côn trùng trong họ Hemerobiidae thuộc bộ Neuroptera. Loài này được Hölzel miêu tả năm 1988.